# Walijski kuc górski

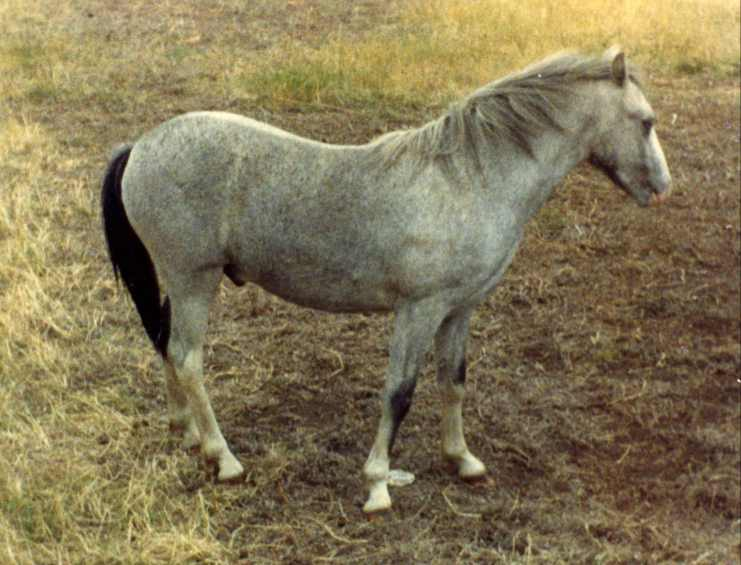
Walijski kuc górski maści siwej jabłkowitej

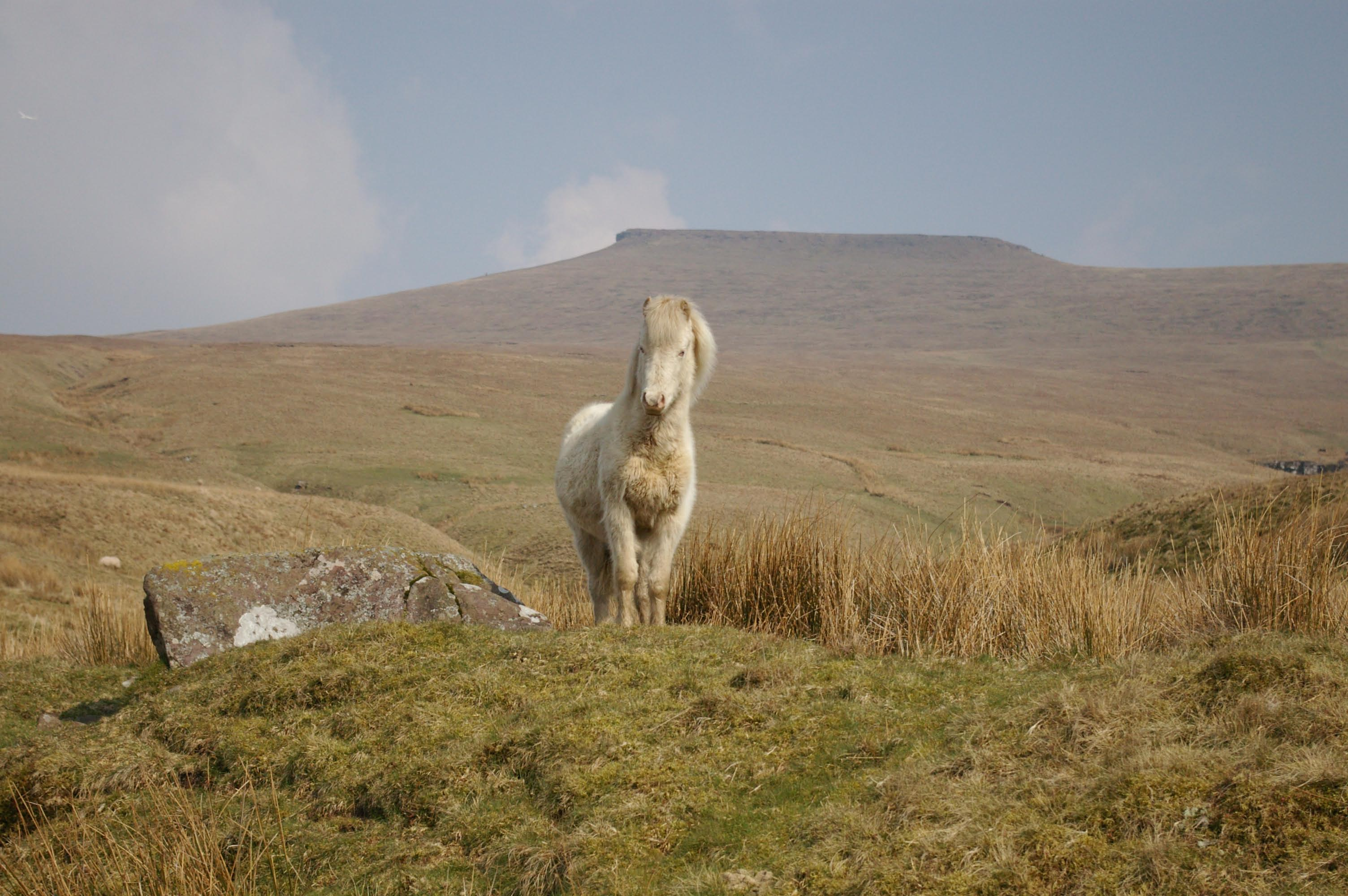
Walijski kuc górski maści cremello w Brecon Beacons

Kuc walijski (Welsh pony) — grupa zbliżonych do siebie ras kuców i cobów podzielonych na sekcje.

## Charakterystyka
Wszystkie sekcje tej rasy mają małe głowy o dużych oczach, pochyłe ramiona, krótkie grzbiety i mocne zady. Kończyny przednie są proste.  Ogon jest wysoko osadzony. Wzrost waha się od 112 cm dla najmniejszych kucyków do ponad 163 cm dla najwyższych cobów. Większość sekcji może mieć dowolną maść poza srokatą i tarantowatą.
Mają charakterystyczną, szybką akcję nóg, szczególnie w kłusie.
Uważa się je za zwierzęta godne zaufania, dobrze usposobione, o równomiernym temperamencie i przyjaznym charakterze. Znane są z dużej wytrzymałości oraz wysokiego poziomu inteligencji.

## Podział na sekcje

### Sekcja A - Walijski kuc górski (Welsh mountain pony)[3]
- Wysokość: 110 - 120 cm w kłębie[3]

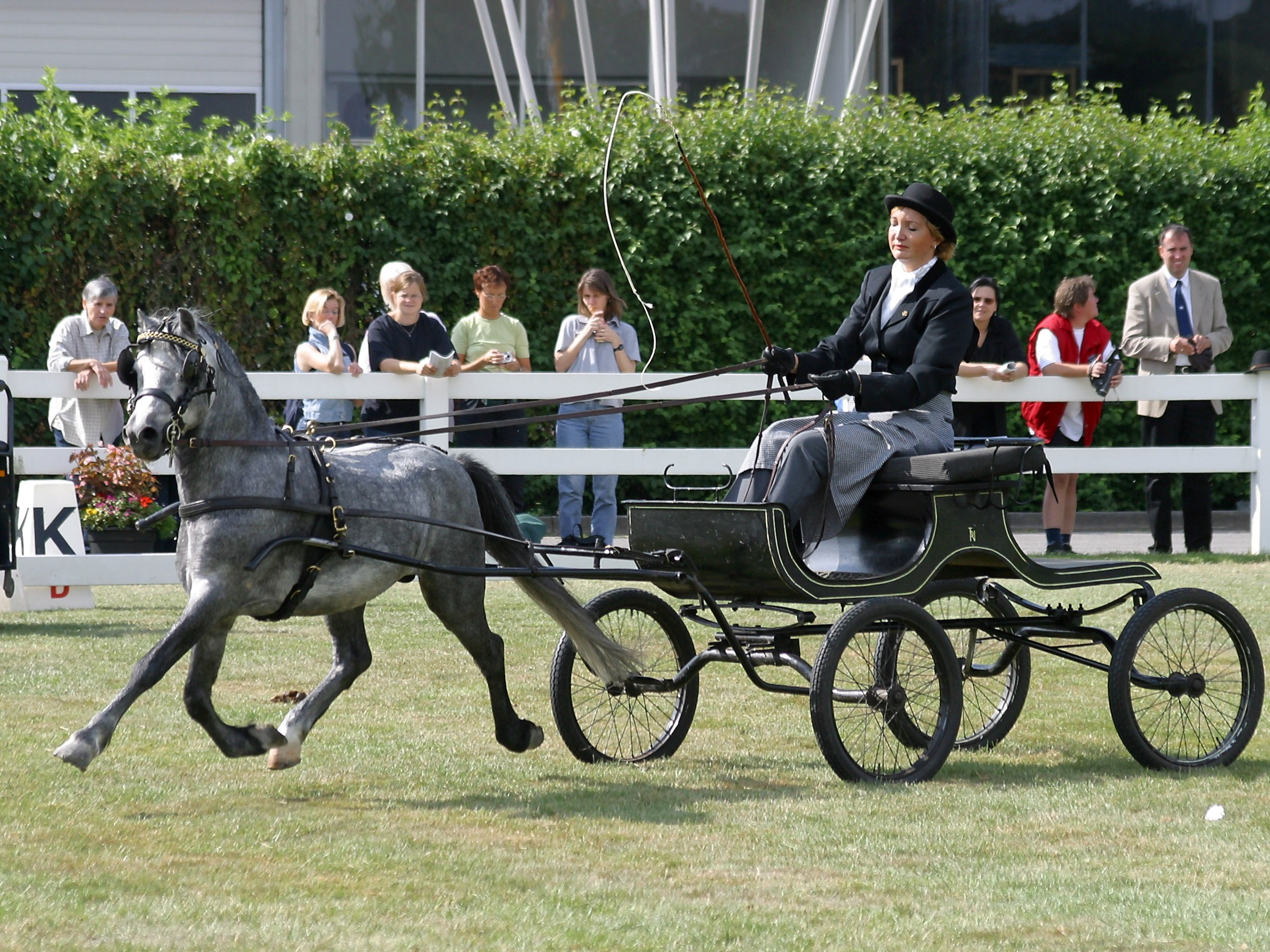
Walijski kuc górski sekcja A maści siwej jabłkowitej

- Umaszczenie: wszystkie rodzaje maści podstawowych, często siwa z wyjątkiem srokatej i tarantowatej.
- Pochodzenie: Walia

To mały kuc o zgrabnej, suchej głowie z szerokim czołem. Duże oczy, uszy małe. Silne, muskularne ciało. 
Walijski kuc górski żył w Walii ponad 1000 lat dzięki dużej odporności i małym wymaganiom. Inne zalety tego konia, to łagodny charakter i typowy, energiczny i efektowny ruch. Czyni to z kuca walijskiego wierzchowca dla małych dzieci. Błędem byłoby jednak traktowanie go jak zabawki. Również te kuce wymagają solidnego wychowania i wyszkolenia.

### Sekcja B[4][5]
- Wysokość: do 134 cm w kłębie
- Umaszczenie: każde z wyjątkiem tarantowatego.
- Pochodzenie: Walia

Rasa wywodząca się od górskiego kuca walijskiego. Niegdyś używane przez pasterzy kuce są obecnie ulubionymi wierzchowcami dzieci. Są inteligentne i dzielne, dlatego ze wszystkich ras walijskich właśnie ta jest najbardziej popularna.

### Sekcja C - kuc walijski w typie wierzchowym[4][5]

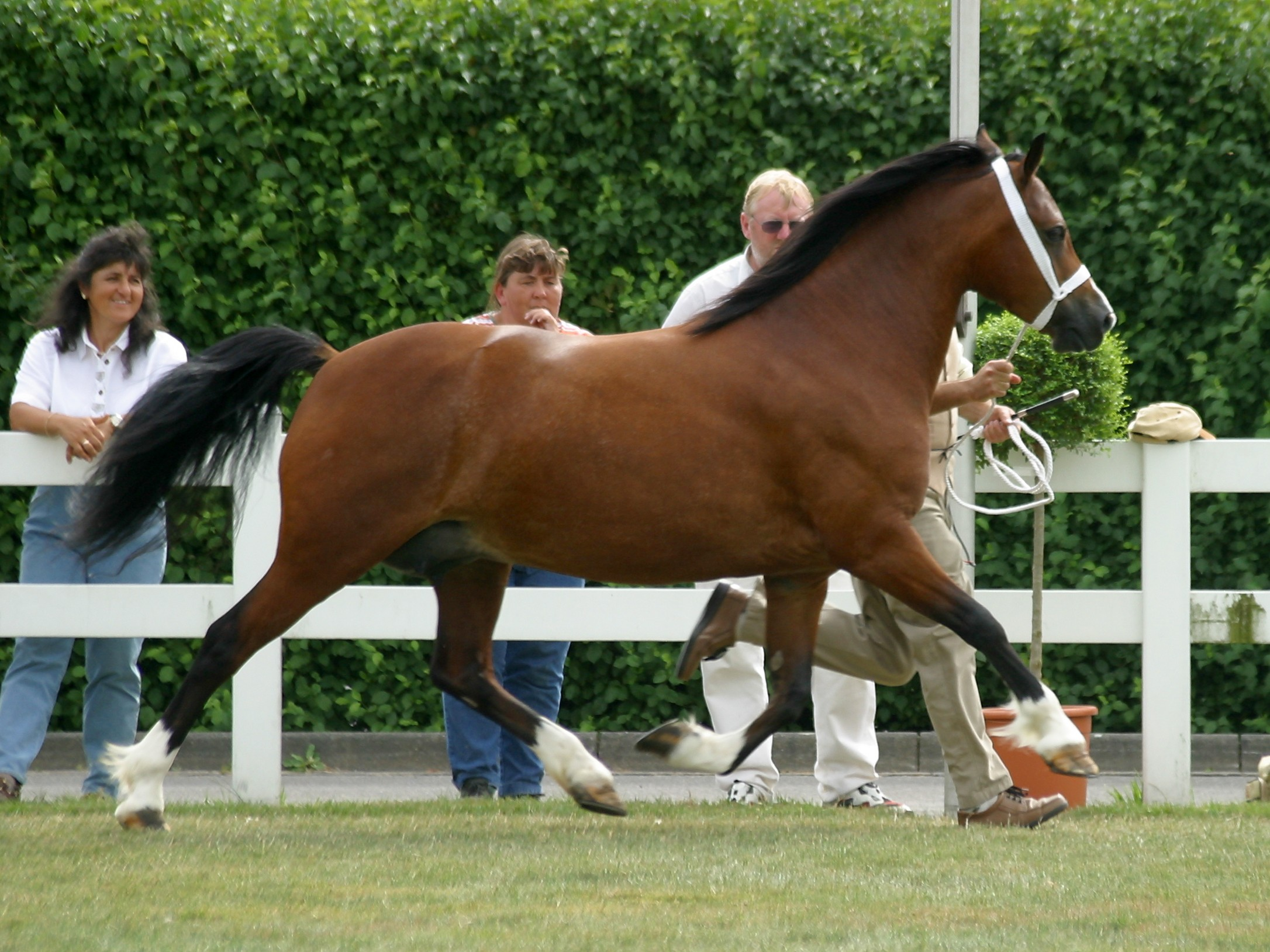
Gniady kuc walijski sekcja C w kłusie

- Wysokość: do 134 cm (w USA do 147 cm)[6]
- Umaszczenie: każde z wyjątkiem srokatego i tarantowatego.
- Pochodzenie: Walia

Wywodzi się od górskiego kuca walijskiego. Używany był głównie do pracy na farmie. Dobry koń zaprzęgowy

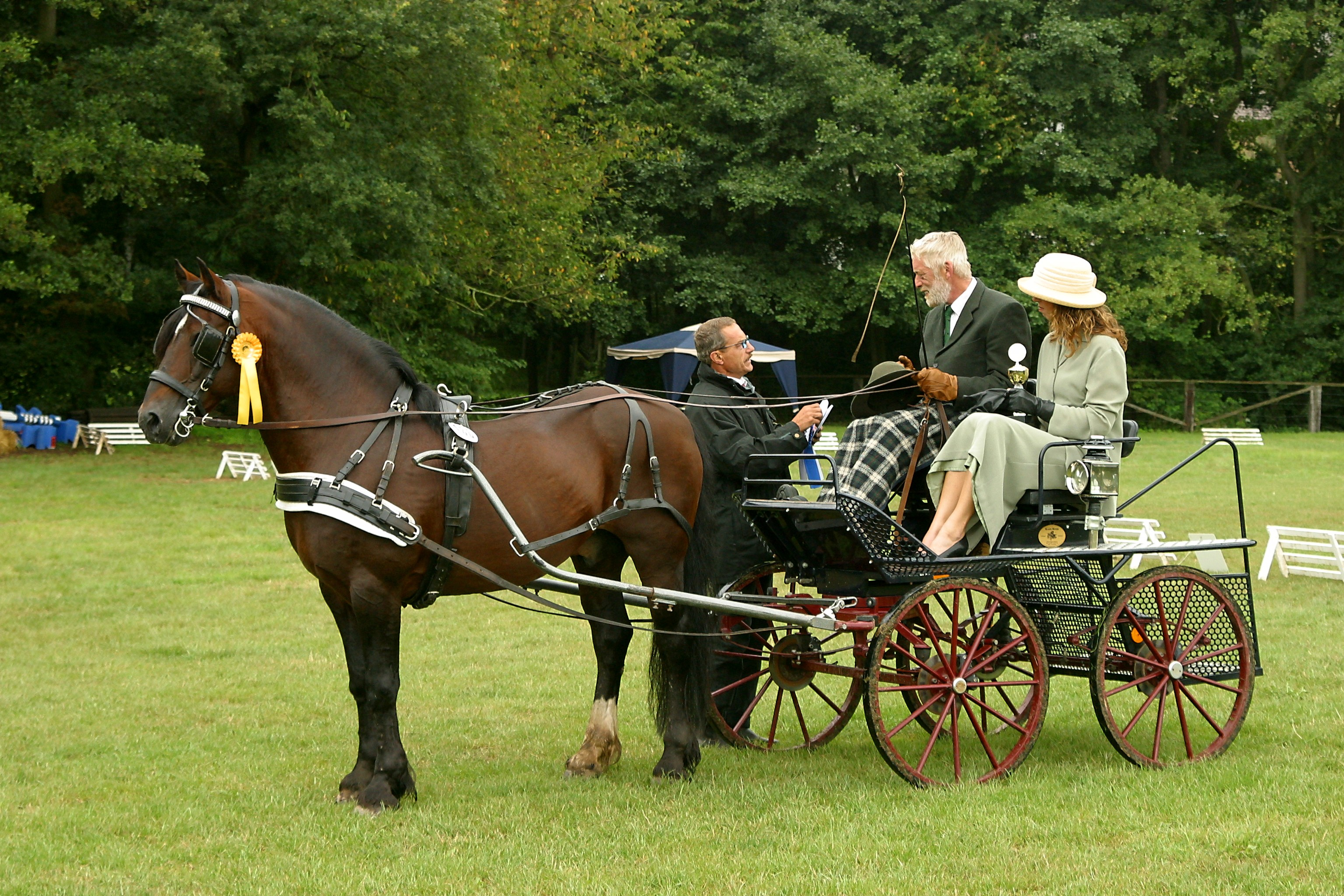
Gniady cob walijski sekcja D w uprzęży

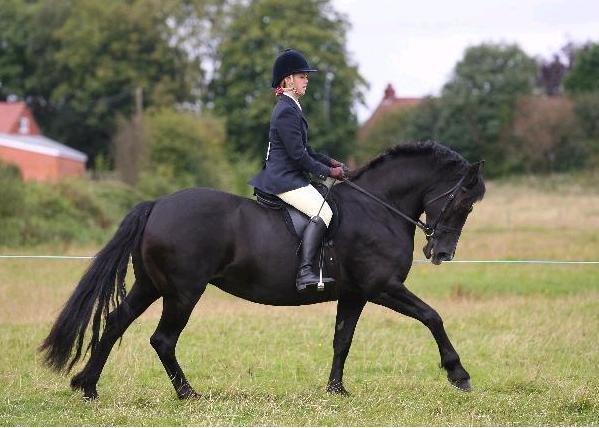
Kary cob walijski sekcja D pod siodłem

### Sekcja D - walijski cob (Welsh cob)[4][5]
- Wysokość: do 152 cm
- Umaszczenie: dopuszczalna każda z wyjątkiem tarantowatej i srokatej
- Pochodzenie: Walia

Jego budowa powinna być zwarta, zrównoważona i silna. To prawdziwy koń pod siodło i pociągowy, wystarczająco silny do lżejszych prac rolniczych, odpowiednio szybki i wytrzymały w zaprzęgu, ale również dość efektywny i chętny do jazdy wierzchem. Ma długi, sprężysty krok, przednie nogi wysuwa znacznie przed łopatki. Ma wyraźną akcję nadgarstków, a tylne nogi sprężyste w kłusie. Opiera się nimi silnie i wypycha ciało do przodu. Głowa o prostym profilu i nozdrzach szerokich i głębokich. Silna szczęka. Szeroka i głęboka klatka piersiowa. Kłąb wyraźnie zaznaczony. Szyja długa, muskularna, ale nie robi wrażenia ciężkiej, dumnie wygięta, wysoko osadzona na opadających łopatkach. Nogi bardzo mocne, doskonale umięśnione w górnej części. Dopuszczalna niewielka ilość włosów pęcinowych (szczotki pęcinowe). Kopyta zaokrąglone i twarde. Zad zaokrąglony, długi, wypukły. Ogon wysoko osadzony, noszony dumnie. Grzbiet krótki i prosty. Lędźwie długie i mocne. Uszy ładnie ukształtowane, dość krótkie, spiczaste, czujne.

## Użytkowanie
Historycznie rasa ta miała wiele zastosowań. Wykorzystywana była między innymi jako konie pocztowe oraz konie pracujące w kopalniach. Brytyjski War Office wykorzystywał je jako zwierzęta do ciągnięcia ciężkiej broni i sprzętu na terenach, na których nie było możliwości przejazdu mechanicznym sprzętem. Były także wykorzystywane w kawalerii. Dziś są wykorzystywane jako konie do jazdy oraz powożenia, zarówno dla dzieci, jak i dorosłych. Mają także swoje zastosowanie w ujeżdżeniu, jeździe rekreacyjnej, w polowaniach i skokach przez przeszkody. Startowały w konkursach powożenia Fédération Équestre Internationale (FEI).